# 易可久
易可久（1534年—？），字德卿，號鳳坡，江西宜春人，明朝政治人物，同进士出身。

## 生平
江西鄉試第三十五名舉人。嘉靖四十四年（1565年）中式乙丑科進士。吏部观政，次年六月任吳江縣知縣。隆慶四年（1570年）三月升工部主事，万历元年（1573年）六月升员外，二年三月升郎中，八月因明昭陵裬恩门里外砖石沉陷，被降三级外任金华府推官，五年四月升南礼部主事，六月升南刑部郎中，八年二月接替管大勋任延平府知府一职，万历十二年（1584年）由黄兆隆接任。十二年四月升广东副使，十六年二月升四川参政，十七年正月考察致仕。

## 家族
曾祖易雲輅、祖父易肇和、父親易悌，训导、累封郎中，母陽氏，累封宜人。生父易怡，贈主事；母欧阳氏，赠安人。兄可樂、弟可大、可瞻、可仰、可師、可傳、可學，俱庠生。